# East Brunswick (New Jersey)
Pour les articles homonymes, voir East Brunswick.
East Brunswick est une localité du comté de Middlesex dans l'État du New Jersey aux États-Unis.
Sa population était de 47 512 habitants en 2010  et  49 715 habitants lors du recensement de 2020.

## Géographie
Selon le Bureau du recensement des États-Unis, le canton a une superficie de 57,91 km2, dont 56,42 km2 de terre et 1,48 km2 d'eau (2,56 %). 
Le canton se trouve à la sortie 9 du New Jersey Turnpike. Son bâtiment municipal, nommé en l'honneur du maire des années 1970, Jean Walling, est situé à 50 km au sud-ouest de Times Square à New York et à 79 km au nord-est du centre-ville de  Philadelphie. La route 18 traverse la partie orientale du canton. Les banlieues immaculées de l'Est de Brunswick et sa proximité avec les principales autoroutes pour les loisirs et le travail ont contribué à en faire un endroit populaire pour les navetteurs de la ville de New York.